# Deep Space Climate Observatory

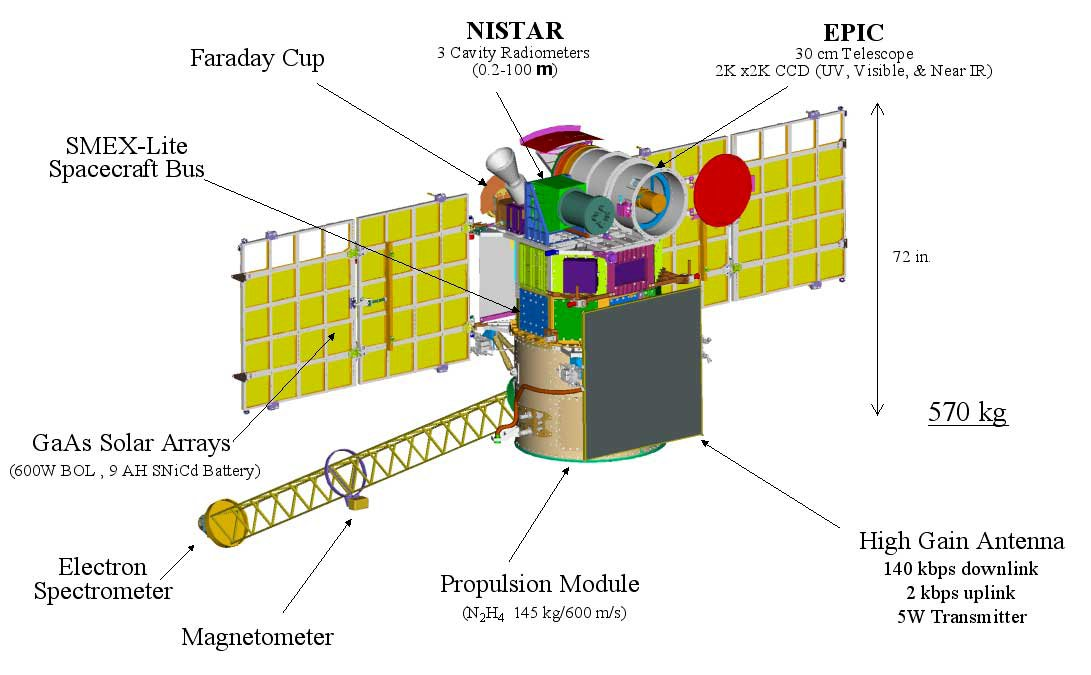
Aufbau von DSCOVR

Das Deep Space Climate Observatory (deutsch: Klimaobservatorium im tiefen Weltraum), abgekürzt DSCOVR, ehemals Triana, ist ein Weltraumobservatorium zur Beobachtung bestimmter Aspekte des Sonnen- und Erdklimas und ein Vorwarnsystem für geomagnetische Stürme. Die geplanten Gesamtkosten der Mission von 340 Millionen US-Dollar werden von der NASA, der NOAA und der US Air Force getragen.

## Zweck

### Warnsystem für magnetische Stürme
DSCOVR ermittelt mit einem Plasma-Magnetometer die Stärke und die Richtung des Sonnenwinds mit sehr hoher zeitlicher Auflösung. Seine Messungen sollen auch dazu dienen, vor geomagnetischen Stürmen zu warnen, die auf der Erde schwere Probleme bei Satelliten, Starkstromnetzen, GPS und Kommunikationssystemen auslösen können. Da die geladenen Teilchen von der Sonne sich langsamer bewegen als die Funksignale des Satelliten, kann DSCOVR, den die Sonnenwinde vor der Erde erreichen, die Erde vorwarnen. In dieser Aufgabe soll er Nachfolger des 1997 gestarteten NASA-Satelliten Advanced Composition Explorer werden.
NOAA und die US Air Force möchten bei geomagnetischen Stürmen damit eine Vorwarnzeit von 15 bis 60 Minuten erreichen. Die NOAA betreibt den Satelliten von ihrem NOAA Satellite Operations Facility in Suitland, Maryland aus und leitet von dort Daten auch an ihre Partner weiter. Selbst verarbeitet sie die Daten in ihrem NOAA Space Weather Prediction Center (NOAA Weltraumwettervorhersagezentrum) in Boulder, Colorado und archiviert die Daten dann im NOAA National Geophysical Data Center, ebenfalls in Boulder, Colorado.

### Erdbeobachtung
Mithilfe der Enhanced Polychromatic Imaging Camera (EPIC) nimmt der Satellit die gesamte beleuchtete Erdhemisphäre in zehn unterschiedlichen Spektralbereichen auf. Die Multispektralkamera deckt dabei das nahe Ultraviolett bei 317 Nanometern und das sichtbare Licht bis hin zu 779 Nanometern (rot) ab.
Mit dem Radiometer NISTAR (National Institute of Standards & Technology Advanced Radiometer) misst der Satellit den Fluss der von der Erdoberfläche reflektierten Sonnenstrahlung, und zwar auf drei verschiedenen Kanälen mit verschiedenen Spektralbereichen vom Infrarot über das sichtbare Licht bis hin zum ultravioletten Bereich:
- Wellenlängenbereich von 0,2 bis 100 Mikrometer;
- Wellenlängenbereich von 0,2 bis 4 Mikrometer;
- Wellenlängenbereich von 0,7 bis 4 Mikrometer;

Ein weiterer Kanal (0,3 µm – 1 µm) dient der Kalibrierung.

## Vorgeschichte

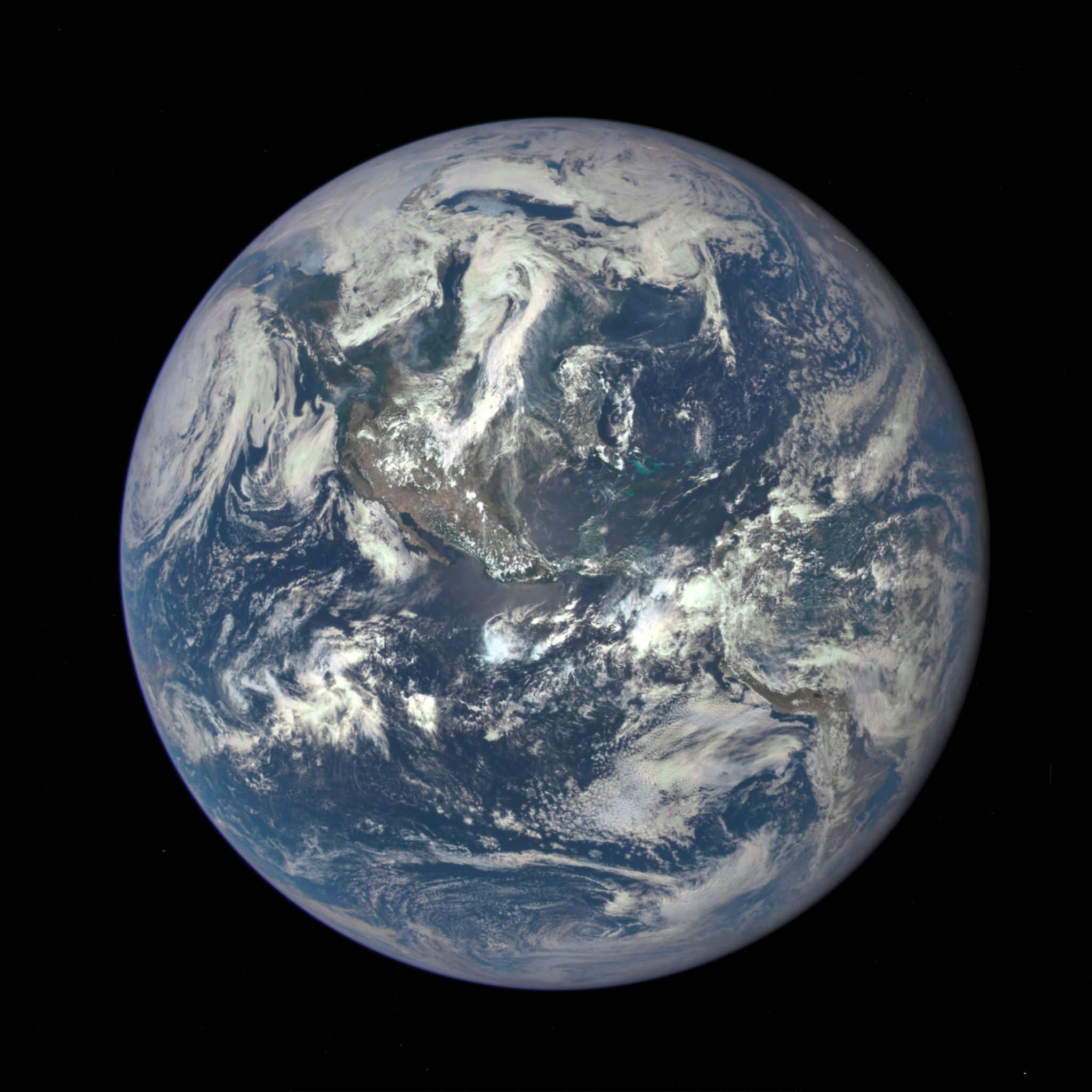
Das erste von DSCOVR aufgenommene Bild der Erde (6. Juli 2015)

Zeitraffer-Wiedergabe einer fünfstündigen Fotoserie des Mondtransits zwischen DSCOVR und der Erde, knapp einen Tag nach Neumond

DSCOVR wurde 1998 vom damaligen US-Vizepräsidenten Al Gore als Erdobservationssatellit vorgeschlagen.
Der ursprüngliche Zweck des Satelliten war, einen nahezu ununterbrochenen Blick auf den gesamten Erdball zu gewährleisten und diese Bilder live im Internet verfügbar zu machen. Gore versuchte nicht nur, mit diesen Bildern die Wissenschaft zu fördern, sondern auch die Aufmerksamkeit für die Erde selbst und ihren Schutz zu wecken. Er hoffte, dass sich der Einfluss der mittlerweile auf der ganzen Erde als Symbol angesehenen Blue-Marble-Fotos, von denen das erste von Apollo 17 aufgenommen wurde, auf die Umweltbewegung des Planeten mit den neuen Bildern von DSCOVR wiederholen lasse.
Über die bildgebende Kamera hinaus sollte ein Radiometer die ersten direkten Messungen des Betrages des von der Erde reflektierten Sonnenlichts (siehe Albedo) vornehmen. Diese Daten könnten zur Berechnung der globalen Erwärmung verwendet werden. Die wissenschaftlichen Ziele reichen von der Messung der solaren Energie, die die Erde erreicht, über Wolkenmuster, Wettersysteme und Vegetationsüberwachung bis hin zur Messung der Menge an ultravioletter Strahlung, die die Ozonschicht bis hin zur Erdoberfläche durchdringt.
Von Kritikern als planloses Projekt verhöhnt, bekam der Satellit den Spitznamen GoreSat. Von Vertretern der Republikanischen Partei wurde er oft als „überteuerter Bildschirmschoner“ bezeichnet. Der Kongress stellte eine Anfrage an die National Academy of Sciences, ob das Projekt überhaupt lohnend wäre. Der aus dieser Anfrage resultierende Bericht bezeichnete das Projekt als „strong and vital“ (stark und lebensnotwendig).
DSCOVR hieß zunächst Triana und war nach Rodrigo de Triana benannt, dem Besatzungsmitglied auf Kolumbus’ Schiff Pinta, das als erster amerikanisches Land entdeckt hatte. Um allerdings neue Unterstützung für ihr Projekt zu gewinnen, benannte die NASA das Projekt in Deep Space Climate Observatory um.
Konfrontiert mit einerseits politisch motivierter Opposition sowie Unterstützung seitens der Wissenschaft konnte das DSCOVR-Projekt weder durchgeführt noch eingestellt werden. Der Satellit wurde nicht wie ursprünglich geplant im Rahmen der STS-107-Mission (dem Columbia-Desaster) gestartet. Der 100 Millionen Dollar teure Satellit wurde vielmehr für eine Million Dollar pro Jahr eingelagert.
Im Dezember 2012 gab das Unternehmen SpaceX bekannt, dass der DSCOVR-Satellit 2014 mit der Falcon-9-Rakete von SpaceX gestartet werde; der Start wurde aber mehrmals verschoben.

## Position
Als Position für DSCOVR wurde der Lagrange-Punkt L1 zwischen Erde und Sonne, in einem Abstand von 1,5 Millionen Kilometer zur Erde, ausgewählt, wo die Gravitationskraft der Erde die der Sonne gerade in dem Maße aufhebt, dass an diesem Punkt der Satellit die Sonne synchron mit der Erde umrundet. DSCOVR befindet sich auf einem Lissajous-Orbit um den Lagrange-Punkt L1 mit einer Periode von sechs Monaten, wodurch Erde, Sonne und DSCOVR in einem Winkel zwischen 4 und 15 Grad zueinander stehen. Von diesem Ort aus ist permanent die gesamte Tagseite der Erde zu sehen, bei Neumond auch die Rückseite des Mondes.

## Missionsverlauf
Der Start von DSCOVR erfolgte am 12. Februar 2015 um 00:03 Uhr MEZ von Cape Canaveral in Florida mit einer Falcon-9-Trägerrakete der Firma SpaceX. SpaceX brachte DSCOVR erfolgreich ins All, konnte aber nicht wie geplant die erste Stufe der Falcon-9 auf einer Plattform im Meer landen, dem Autonomous spaceport drone ship, da dieses aufgrund des hohen Wellenganges nicht eingesetzt werden konnte.
Mangels Treibstoff konnte die 2. Stufe der SpaceX-Rakete nicht in die Erdatmosphäre gesteuert und damit zum Verglühen gebracht werden. Deshalb trudelt sie seit Februar 2015 unkontrolliert im Erde-Mond-System.
110 Tage nach dem Start erreichte der Satellit seine vorgesehene Position im All zwischen Erde und Sonne; seit Sommer 2015 nimmt er seine regulären Aufgaben wahr.
Im Juni 2019 wurde der Satellit vorläufig in den „Safehold“-Modus versetzt und damit der wissenschaftliche Betrieb unterbrochen, um ein Problem im Lagekontrollsystem zu beheben. Anfang März 2020 gab die NOAA bekannt, dass DSCOVR wieder vollständig in Betrieb ist.